# Războiul lumilor (film din 1953)
Războiul Lumilor (în engleză The War of the Worlds) este un film din 1953, genul științifico-fantastic, în care interpretează Gene Barry și Ann Robinson. A fost prima reprezentare pe marele ecran a romanului clasic, cu același nume, scris de H. G. Wells.
Produs de George Pal și regizat de Byron Haskin ,după un scenariu de Barre Lyndon, a fost primul film dintr-un șir de mai multe adaptări după scrierile lui Wells
Este considerat a fi unul dintre marile filme SF din anii 1950. A câștigat un Oscar pentru efecte speciale.
Războiul Lumilor este adesea perceput ca un act de acuzare al colonialismului european și a diplomației armelor ; acestea stabilind o temă comună, motivată politic, pentru anticipații privind invazia extraterestră .

## Distribuția
- Gene Barry dr Clayton Forrester
- Ann Robinson  Sylvia van Buren
- Les Tremayne General Mann
- Robert O. Cornthwaite dr. Pryor
- Sandro Giglio dr. Bilderbeck
- Lewis Martin pastorul dr. Matthew Collins
- Housely Stevenson Jr.
- Paul Frees reporter radio
- Bill Phipps Wash Perry
- Vernon Rich  colonelul Ralph Heffner
- Henry Brandon un polițist
- Jack Kruschen Salvatore
- Russ Conway  Părintele Bethany
- Sir Cedric Hardwicke vocea care comentează
- Vittorio Cramer ca povestitor

* Necreditat